# 徐阳
徐阳（1974年6月6日—），是已退役的中国足球运动员，曾经入选过国家队，退役后成为知名足球评论员。
徐阳职业生涯的变故与中国足球转会体制有很大的关联。2001年初他以国脚身份从北京国安挂牌希望转会到重庆力帆，但是被山东鲁能中途“截牌”，最终以350万元的高价完成转会。不过加盟山东后徐阳却连续两年无法进入主力阵容。2003年，再次转会希望回到自己的母队八一队，但是八一成功摘牌后却最终支付不起山东鲁能索要的转会费，导致徐阳整年无球可踢，赛季结束后八一降级、解散，徐阳的所属权回归山东。2004赛季，徐阳仍然没有获得出场机会，赛季结束后最终选择了退役，当时刚刚年满30岁。
退役后徐阳转型却颇为成功，成为国内较知名的足球评论员之一，现主要活跃于央视和咪咕视频。